# Stenums IF
Stenums IF var en sport- och handbollsklubb i Skara kommun.
Klubben bildades den 5 december 1961 med bordtennis på programmet. Efter något år hade verksamheten växt med fotboll och damhandboll (1963). Från början spelade man i Skaras korpserie. Damhandbollen växte och tog över verksamheten helt och blev enda verksamhetsgren. Stenums IF gick upp i högsta serien, dåvarande allsvenskan, 1987 och spelade där 1987-1989. Efter en ettårig förvisning till division 1 spelade man i våren 1990 åter i högsta serien, dåvarande elitserien.
Den stora händelsen i klubbens historia är 1993 då klubben utklassade IK Sävehof i elitserien. Stenums IF spelade sina sista tre år i Elitserien.
1993 slogs Hangelösa HF (handbollsflickor) ihop med Stenums IF och bildade Skara HF (handbollsflickor).